# Михайлов, Геннадий Игнатьевич
Генна́дий Игна́тьевич Миха́йлов (род. 8 февраля 1974, Чебоксары) — завершивший карьеру российский шоссейный велогонщик, в настоящее время спортивный директор Team Katusha.

## Карьера
В 1995 году Геннадий Михайлов, представляя ЦСКА, занял третье место на чемпионате мира среди военных. Через год он выиграл этап Вуэльты Наварры. В 2001 году Михайлов заключил первый контракт с элитной командой, Lotto-Adecco. Он развозил Робби Макьюэна, на второй год выступлений за эту команду россиянин выиграл этап Тура Люксембурга. 2003 год Михайлов начал в команде Лэнса Армстронга US Postal, где провёл 4 сезона. На Вуэльте 2004 года он стал частью победной командной разделки. После ухода из американской команды россиянин поменял несколько команд, в 2009 году вернулся заканчивать карьеру на родину, в Team Katusha. Через год он поменял должность в ней с гонщика на спортивного директора.